# Ga Daejeo
Ga Daejeo là ga của Busan Metro Tuyến 3 và Tuyến BGLRT nằm ở Daejeo-dong, quận Gangseo, Busan.

## Liên kết
- Trạm thông tin mạng, Tuyến 3 từ Tổng công ty vận chuyển Busan (tiếng Hàn)
- Trạm thông tin mạng, Tuyến BGLRT từ Tổng công ty vận chuyển Busan (tiếng Hàn)